# Yamcha
Yamcha is een fictief figuur uit de manga- en anime-serie Dragon Ball.

## Biografie

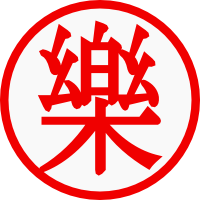
Teken dat Yamcha aan het begin van de serie gebruikt

Yamcha is van oorsprong een woestijnbandiet, die samen met de katachtige Puerh reizigers beroofde van geld en capsules. Na een schermutseling met Goku en enige avonturen waarbij hij trachtte Goku te beroven, werd hij goede vrienden met Goku en zelfs de vriend van Bulma.
Hij heeft enkele malen meegedaan aan de Tenkaichi Budokai en kwam nooit verder dan de kwartfinales van dit gevechtstoernooi.
Na de 22e Tenkaichi Budokai, waarin hij werd uitgeschakeld door Ten Shin Han, heeft Yamcha nooit meer echt actief kunnen meevechten. Hoewel hij heeft meegetraind om toekomstige vijanden te kunnen bevechten en daar zelfs zijn leven voor heeft opgeofferd, werd hij door Akira Toriyama te vaak gebruikt om te laten zien hoe sterk de vijand wel niet was.
Aan het einde van de GT-serie vinden we Yamcha terug in de woestijn waar hij voor het eerst verscheen.

## Aanvallen

### Roga Fufu Ken
De Roga Fufu Ken (wolventandentechniek) is de eerste speciale aanval die we zien in de hele serie Dragon Ball. Het is een serie snelle trappen en slagen, die afgemaakt worden met een dubbele handstoot in de maag.

### Nieuwe Roga Fufu Ken
De Nieuwe Roga Fufu Ken (新狼牙風風拳, Shin Rōgafūfūken, nieuwe wolventandentechniek) is een vernieuwde versie van de aanval. Het werd tijdens het 22e Tenkaichi Budokai-toernooi in zijn gevecht tegen Ten Shin Han.

### Kame Hame Ha
De Kame Hame Ha van Muten Roshi heeft Yamcha geleerd door zelf te oefenen. Het is een aanval waarbij je je interne energie vrijlaat in een bal die je laat afvuren.

### Spirit Punch
Bij deze aanval laadt Yamcha zijn krachten op in zijn vuist en geeft hij daarmee een krachtige stoot. Deze aanval gebruikt hij om Recoome te verslaan.

### Sokidan
De Sokidan (繰気弾, Sōkidan, grote wervelende energiebol) is een energiebol die naar de tegenstander gegooid wordt. Vervolgens kan Yamcha deze energiebol op afstand besturen met zijn vingers. Deze aanval wordt gebruikt tijdens zijn gevecht met Shen tijdens het 23e Tenkaichi Budokai-toernooi.

## Trivia
Yamcha 飲茶 is een naamgrap gebaseerd op de Standaardkantonese uitspraak van "theedrinken". "Theedrinken" wordt ook idiomatisch gebruikt om het eten van dimsum aan te geven in het Standaardkantonees.